# Roger Clinton Jr.
Roger Cassidy Clinton (né le 25 juillet 1956) est un acteur et musicien américain. Il est principalement connu pour être le demi-frère cadet de l'ancien président des États-Unis Bill Clinton.

## Vie et éducation précoces
Roger Cassidy Clinton est le seul enfant du vendeur de voitures Roger Clinton Sr. et de l'infirmière Virginia Dell Cassidy. Enfant, Bill Clinton (alors Bill Blythe) devait souvent protéger le jeune Roger de son beau-père, un alcoolique violent. Il est devenu musicien et a formé un groupe de rock appelé "Dealer's Choice".

## Carrière

### Comédien
Clinton a tenu des rôles mineurs dans plusieurs films, dont Bio-Dome et Fred Claus, et a été invité dans un certain nombre de séries télévisées, dont The Nanny dans le rôle de lui-même (voisin), Sabrina, the Teenage Witch, et Cybill. Il a également fait la voix de son demi-frère, le président Bill Clinton, dans l'épisode pilote de The Blues Brothers : The Animated Series.

### Musique
Clinton a développé sa carrière de chanteur sous la direction de Butch Stone, impresario et manager de musique de l'Arkansas. Il a acquis une expérience professionnelle en chantant des échauffements pour le public des studios lors des enregistrements de la sitcom Designing Women, ainsi qu'en travaillant comme chanteur de salon. À la suite d'un accord conclu par Stone et l'avocat de l'industrie musicale Stann Findelle, Clinton a d'abord été engagé par Atlantic Records en 1992. Son premier album, Nothing Good Comes Easy, est sorti en septembre 1993 sur le label Pyramid/Atlantic/Rhino. En décembre 1999, Clinton et son groupe se sont rendus à Pyongyang en Corée du Nord, où ils se sont produits aux côtés d'artistes nord et sud-coréens. Il a joué à Farm Aid et a chanté "Feelin' Alright" à Cleveland lors de "The Cleveland Funeral", une émission produite dans le cadre du The Howard Stern Show.

## Vie privée
Après une brève relation avec Martha Spivey, il a une fille nommée Macy (née en 1992),. Clinton a épousé Molly D'Ann Martin le 26 mars 1994. Leur fils, Tyler Cassidy Clinton, est né le 12 mai 1994.

### La présidence de Bill Clinton
Au cours de la campagne présidentielle de son frère et de son administration, les services secrets ont donné à Clinton le nom de code "Headache" (mal de tête) en raison de son comportement controversé. En 2001, Roger Clinton a attiré l'attention des médias lorsqu'il a été révélé qu'il avait accepté en 1999 50 000 dollars et une montre Rolex de la part des enfants du mafieux sicilien Rosario Gambino, un trafiquant de drogue condamné et un membre de la famille criminelle Gambino purgeant une peine de 49 ans de prison, en échange de pressions exercées sur son frère pour qu'il gracie Gambino. Clinton s'est rendu à plusieurs reprises au siège de la commission fédérale des libérations conditionnelles pour plaider la cause de Gambino. En 1999, Gambino a été inclus dans une liste de grâces potentielles, mais il n'en a finalement pas bénéficié. En janvier 2001, avant que son frère ne quitte ses fonctions, Clinton a bénéficié d'une grâce présidentielle controversée pour une condamnation de 1985 pour possession de cocaïne et trafic de stupéfiants. Roger Clinton Jr. avait purgé une peine de prison fédérale après avoir été reconnu coupable, à la suite d'une opération d'infiltration, de conspiration en vue de distribuer de la cocaïne,.

### Arrestations pour conduite sous influence
Roger Clinton a plaidé coupable en août 2001 d'un délit de conduite imprudente après que les procureurs de la ville d'Hermosa Beach, en Californie, eurent accepté d'abandonner deux accusations de conduite sous influence (driving-under-the-influence - DUI)et un chef d'accusation de trouble à l'ordre public à son encontre. Il a été condamné à deux ans de mise à l'épreuve, à ne pas conduire avec de l'alcool ou des drogues dans son organisme et à payer environ 1 350 dollars d'amendes et de frais.
Le 5 juin 2016, Roger Clinton a été arrêté pour conduite en état d'ivresse dans la ville balnéaire de Redondo Beach, à environ 32 km au sud du centre-ville de Los Angeles, en Californie. Étant donné que sa première conduite en état d'ivresse remontait à plus de dix ans, cette arrestation a été traitée comme une première conduite en état d'ivresse, conformément à la loi de l'État de Californie. Clinton a plaidé non coupable pour l'accusation de conduite en état d'ébriété. L'accusation de conduite avec un taux d'alcoolémie de 0,08 % ou plus a été rejetée. Dans le cadre de son accord de plaidoyer, il a été condamné à trois ans de probation pour la conduite en état d'ivresse et à deux jours de prison pour avoir refusé de se soumettre à un test chimique. Il a été condamné à payer une amende de 390 dollars (qui s'est élevée à près de 2 000 dollars lorsque les pénalités, les frais de justice et les autres amendes ont été ajoutés) et à participer à un programme de lutte contre l'alcoolisme d'une durée de neuf mois - le maximum qu'un primo-délinquant puisse obtenir - parce que son taux d'alcoolémie était de 0,230 % et de 0,237 % lors d'un contrôle préliminaire de l'alcoolémie. En outre, comme son arrestation a eu lieu dans le comté de Los Angeles, le California Department of Motor Vehicles a exigé, en vertu du projet de loi 91 de l'Assemblée, qu'il installe un éthylotest antidémarrage dans tous les véhicules qu'il possède pendant au moins cinq mois.

## Filmographie

### Film
| Année | Titre                       | Rôle                              | Notes           |
| ----- | --------------------------- | --------------------------------- | --------------- |
| 1993  | Pumpkinhead II: Blood Wings | Le maire Bubba                    |                 |
| 1993  | The Last Party              | Chanteur et frère de Bill Clinton | Documentaire    |
| 1994  | Last Resort                 | Gino                              | Vidéo en direct |
| 1995  | Till the End of the Night   | Frank Riggio                      |                 |
| 1996  | Bio-Dome                    | Professeur Bloom                  |                 |
| 1996  | Agent zéro zéro (Spy Hard)  | Agent Clinton                     |                 |
| 1997  | Retroactive                 | Chauffeur de camion               |                 |
| 1998  | Ivory Tower                 | Tim Cartridge                     |                 |
| 1998  | The Rugrats Movie           | Personnel navigant                | Voix            |
| 1998  | The Gardener                | Dr. Nels Frankle                  |                 |
| 1999  | P.U.N.K.S.                  | Carlson                           |                 |
| 1999  | Implicated                  | Lieutenant Carney                 |                 |
| 1999  | Storm Catcher               | Contrôleur de vol                 |                 |
| 1999  | The White River Kid         | Propriétaire de Boot Scooters     |                 |
| 2000  | Chump Change                | Studio Executive #3               |                 |
| 2007  | Fred Claus                  | Roger Clinton                     |                 |

### Télévision
| Année     | Titre                              | Rôle               | Notes                                    |
| --------- | ---------------------------------- | ------------------ | ---------------------------------------- |
| 1992      | Hearts Afire                       | Restaurant Singer  | Episode: "The Big Date"                  |
| 1995–1996 | The Nanny                          | Roger Clinton      | 3 épisodes                               |
| 1997      | Cybill                             | Marty              | Episode: "Name That Tune"                |
| 1997      | The Blues Brothers Animated Series | Président Clinton  | Episode: "The People's Party"            |
| 1998      | Breakfast with Einstein            | Conducteur         | Film de télévision                       |
| 1998      | Sabrina the Teenage Witch          | Frank              | Episode: "Boy Was My Face Red"           |
| 1999      | Timon & Pumbaa                     | Leslie's Boyfriend | Episode: "It Runs Good/Hot Air Buffoons" |

### Jeux vidéo
| Année | Titre                             | Rôle                                                 | Notes |
| ----- | --------------------------------- | ---------------------------------------------------- | ----- |
| 1995  | Bloodwings: Pumpkinhead's Revenge | Le maire Bubba                                       |       |
| 1998  | Rugrats Adventure Game            | Alien Queeg / Homme de main #2 / Enseignant masculin |       |

## Sources
- (en) Cet article est partiellement ou en totalité issu de l’article de Wikipédia en anglais intitulé « Roger Clinton Jr. » (voir la liste des auteurs).